# Букурешки мир 1913.
Букурешки мир из 1913. године је трећи по реду мировни споразум потписан у Букурешту 10. августа 1913, којим је окончан Други балкански рат, и према којем је Србија добила Вардарску Македонију, Грчка Егејску Македонију, Румунија Јужну Добруџу, Турска успела да поврати Једрене, док је Бугарској остављена Пиринска Македонија.

## Позадина
У Другом балканском рату (јун - јул 1913.) Бугарска је потиснута на северу од стране Румуније, на западу од стране савезника Грчке и Србије, и на југу од стране Турске. После пораза у рату, морала је да прихвати све тачке уговора који је потписан у Букурешту. Споразум је углавном приписивао територије побеђеним странама.
Сви важни договори и концесије који укључују исправљање контраверзних међународних граничних линија усавршени су на низу састанака одбора, инкорпорираних у одвојене протоколе и формално ратификоване накнадним деловањем генералне скупштине делегата зараћених страна, као и шест посланика великих сила.
И ако је Турска учествовала у рату она није имала представника, већ су билатерални споразуми касније закључени са Бугарском и Грчком, касније склопљени Цариградским и Атинским споразумом.

## Српски добитак територија
Српска граница код врха Патарика је повучена код старих граница према сливу река Вардар и Струме све до грчко-бугарске границе. Горња долина Струмице је и даље остала под бугарском влашћу. Срби су добили средишњи Вардар у данашњој Македонији, укључујући Охрид и Битољ, Косово, Метохију, Штип и Кочане, и источну половину Новопазарског санџака. Овим договором је удвостручила своју територију са око 40.000 км² на 87,780 km² и добила је популацију око 1.500.000 људи.
Овим променама Србија и Црна Гора су успоставиле заједничку границу у Рашкој области (бивши Новопазарски санџак).
.

## Недостаци споразума
Суштински недостаци Букурешког мира су резултирали тиме да тај договор није могао да буде неко трајније решење с обзиром да није решио много конкретних проблема који су били актуелни.
Нове границе које су биле повучене на основу споразума нису имале готово никакве везе са националношћу становника у тим подручјима.
Грчка због противљења Италије није била задовољна расподелом острва у Егејском мору, Румунија није добила територије Трансилваније, Буковине и Бесарабије где је већином живело румунско становништво, Бугарска је као главни кривац за отпочињање рата изгубила највише, укључујући скоро све битне градове и подручја, тако да ни њима овај споразум није могао да буде неко трајно решење.